# Kleigreppelmos
Kleigreppelmos (Dicranella varia) is een soort uit het geslacht pluisjesmos (Dicranella).

## Determinatie
Het bladmos vormt tot 2 cm hoge, groenachtig tot roodbruin gekleurde gazons, die min of meer dicht kunnen zijn. De bladeren staan rechtop en afstaand wanneer ze vochtig zijn. Die van droge plantjes zijn licht gebogen. De lineaire, lancetvormige, eenzijdige bladeren hebben geen schedevormige bladbasis. Ze zijn versmallen gelijkmatig. De bladranden lijken omgeslagen. De bladtop is vaak licht getand en uit deze top steek de bladnerf uit. Alle bladvleugelcellen zijn onduidelijk gedifferentieerd. De tweehuizige soort vormt een karakteristiek roodgekleurde seta, die een hellende tot gebogen capsule draagt. Sporogonvorming vindt plaats in de herfst en lente.

## Ecologie
Het mos leeft op lichte, open aarde, min of meer vochtige en kalkrijke standplaatsen. Het komt voor langs de randen van paden, sloten en plassen, in klei- en veenputten. 

### Syntaxonomie
In de syntaxonomie staat kleigreppelmos te boek als kensoort voor kleigreppelmos-associatie (Dicranelletum variae).

## Verspreiding
Het is inheems in Eurazië en Zuid-Amerika. Het komt ook voor in Noord-Afrika, Azië en Noord- en Midden-Amerika.

## Fotogalerij

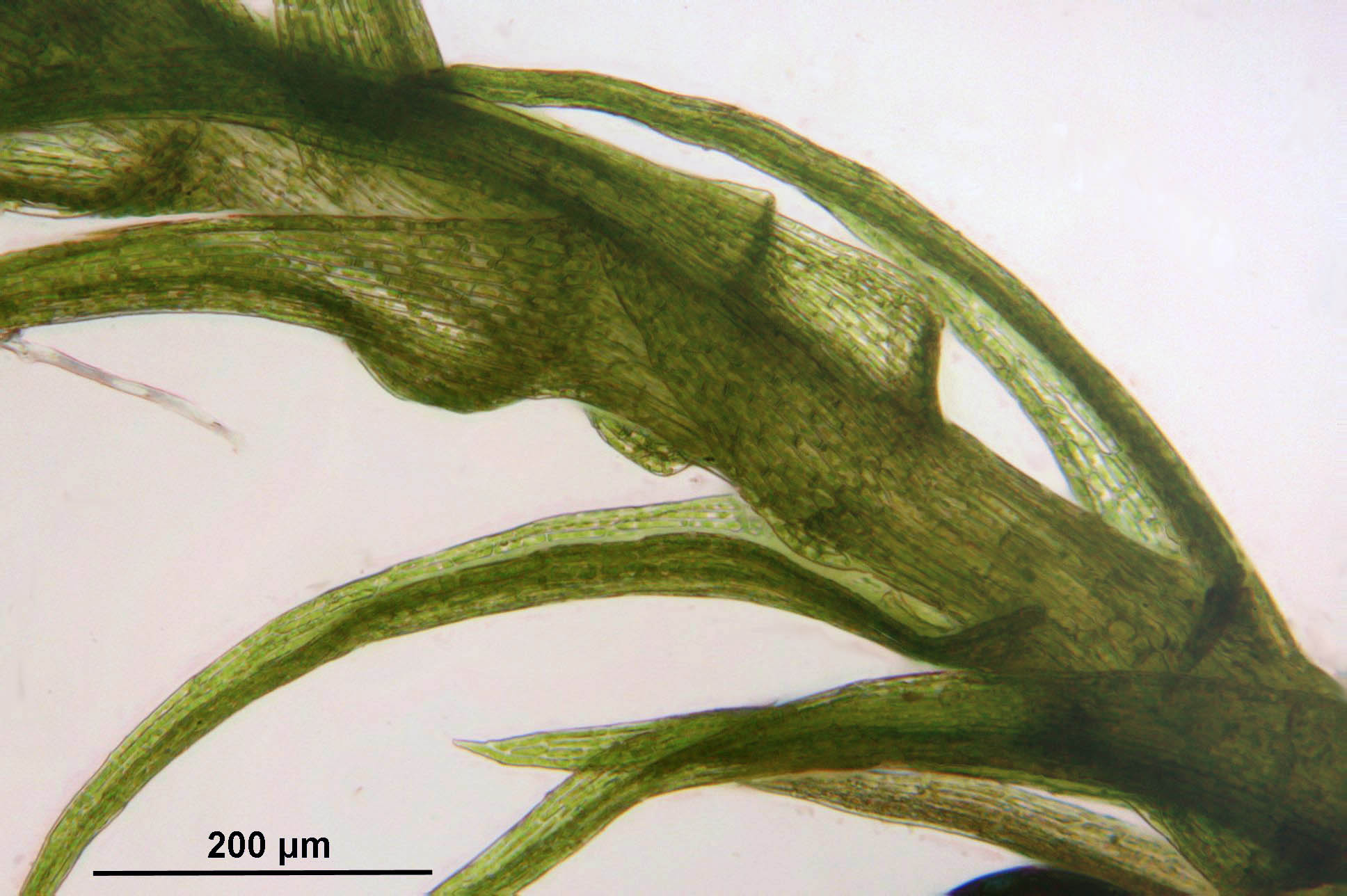
Plant
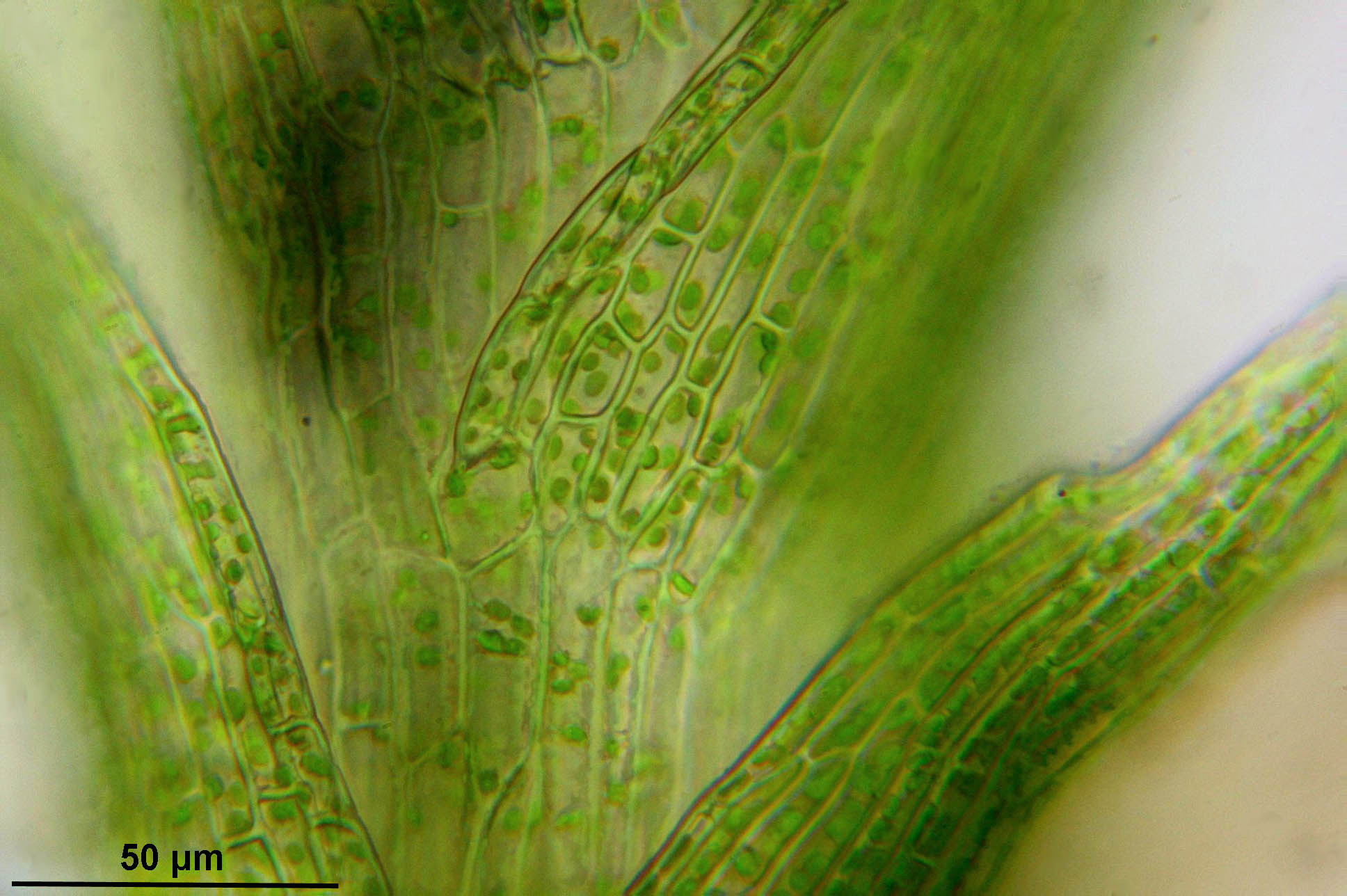
Stengelbladeren
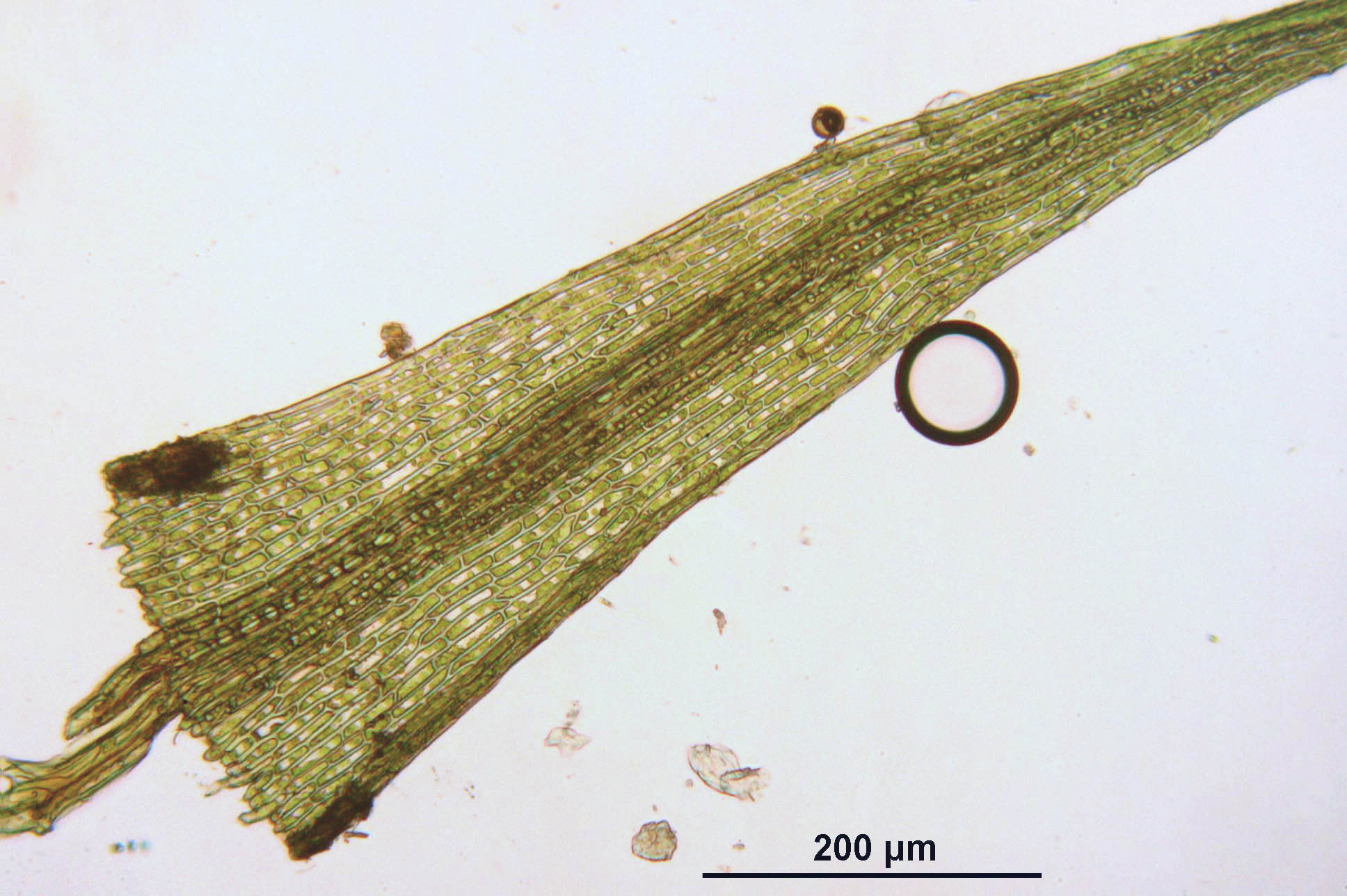
Blad
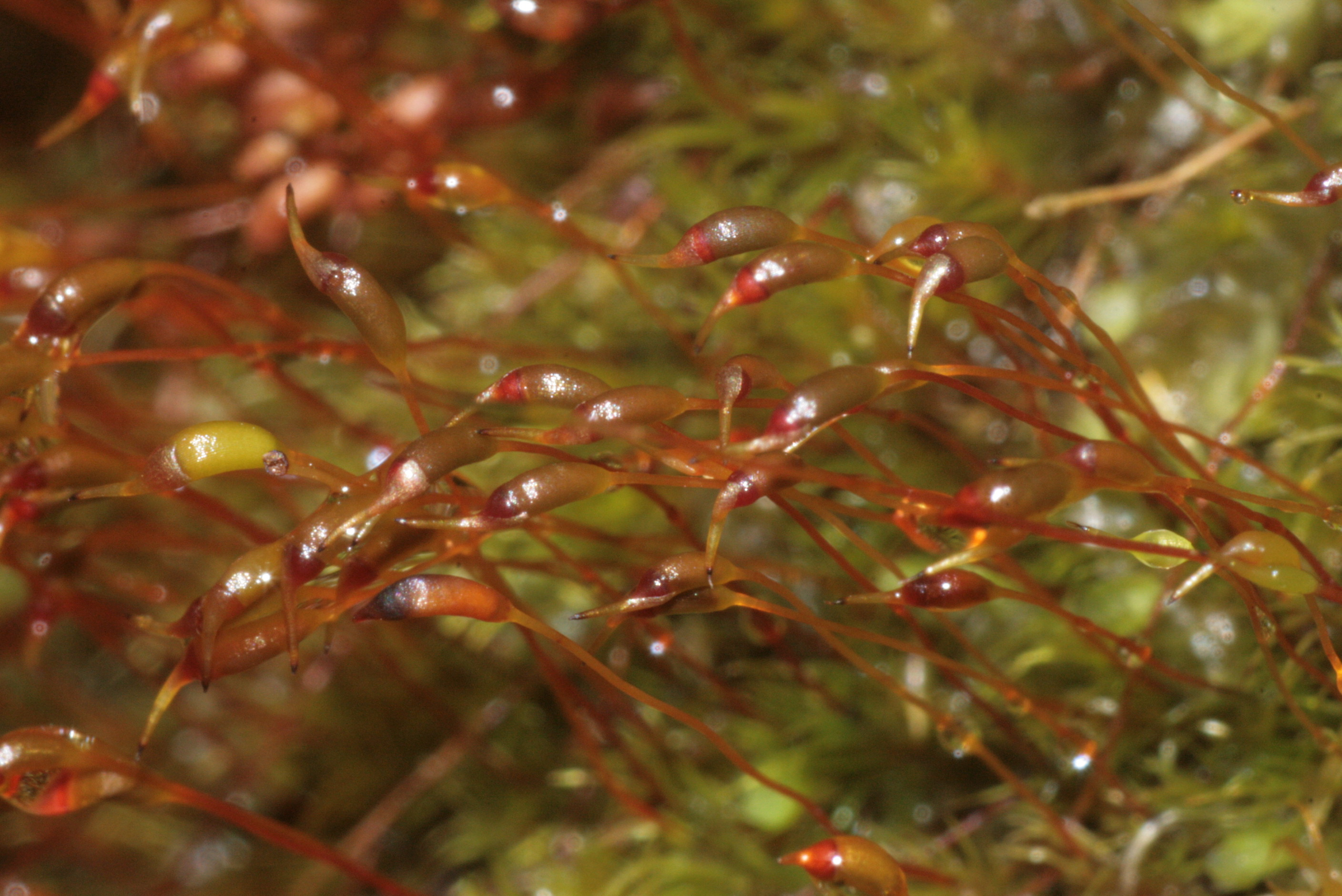
Sporenkapsels
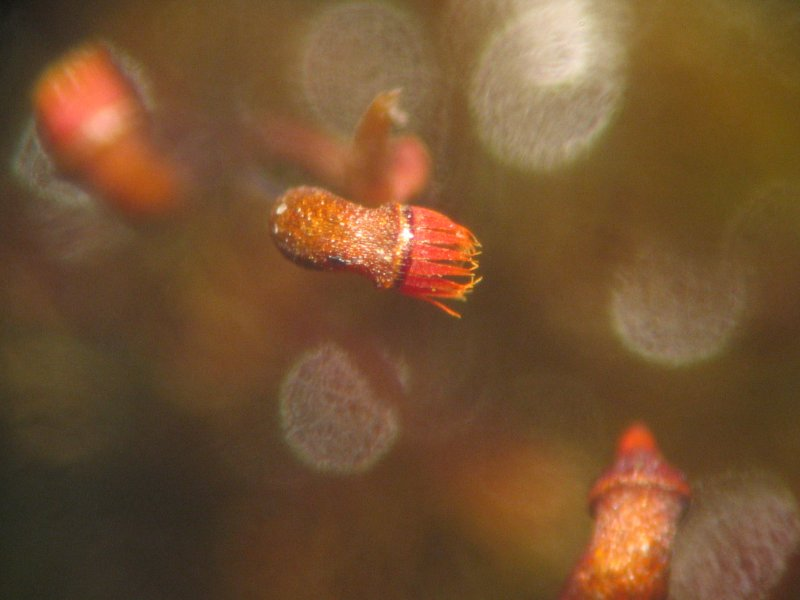
Peristoom met tanden